# Wouter Dewit
Wouter Dewit (* 1981 in Maaseik in der Provinz Limburg in Flandern) ist ein belgischer Komponist und Jazzpianist. 
Wouters erhielt seit seiner Kindheit in einer Musikschule klassischen Klavierunterricht. Nach Abschluss seines Sprachstudiums an der Vrije Universiteit Brussel arbeitete er als Englischlehrer an einer Schule in Hasselt. Nach einer längeren Musikpause nahm er das Pianospiel wieder auf. 2015 gab er sein erstes Solokonzert. 2019/2020 war er Artist in Residence des CCHA (Cultuurcentrum Hasselt). 2023 schrieb er seine erste Filmmusik für das Roadmovie Auf dem Weg von Denis Imbert.

## Filmografie
- 2023: Auf dem Weg (Sur les chemins noirs); Regie: Denis Imbert

## Alben
- 2017: La Durée
- 2017: Still; zealrecords
- 2018: Here; zealrecords
- 2021: The Place I Need to Be